# Branded to Kill
Branded to Kill (Japans: 殺しの烙印, Koroshi no rakuin) is een Japanse misdaadfilm uit 1967 van regisseur Seijun Suzuki.

## Verhaal
Hanada is nummer 3 in de rangorde van de huurmoordenaars in dienst van de yakuza. Hij krijgt van bendeleider Yabuhara de opdracht een geheimzinnige gast te escorteren. Wanneer ze worden aangevallen, weet Hanada de nummers 2 en 4 in de rangorde te doden. Zijn beschermeling maakt enkele belagers af met een raak schot in het voorhoofd. Hierop begint Hanada zich af te vragen of hij niet de geheimzinnige nummer 1 op zijn bestemming heeft gebracht.
Terug thuis heeft hij ruwe seks met zijn vrouw Mami, opgewonden door zijn fetisj voor kokende rijst. Yabuhara contacteert hem voor drie gerichte moordaanslagen. Ook de geheimzinnige Misako neemt hem onder de arm voor een moord. Deze laatste mislukt doordat op het cruciale moment een vlinder zich voor het vizier van zijn geweer beweegt. Omdat hij gefaald heeft, wordt Hanada nu zelf een doelwit, en krijgt hij de mythische moordenaar nummer 1 achter zich aan.

## Rolverdeling
| Acteur         | Personage           |
| -------------- | ------------------- |
| Joe Shisido    | Hanada              |
| Koji Nanbari   | Moordenaar nummer 1 |
| Annu Mari      | Misako              |
| Marika Ogawa   | Mami                |
| Hiroshi Minami | Kasuga              |
| Isao Tamagawa  | Yabahura            |

## Kenmerken
De film toont een geperverteerde versie van de actiefilms van dat ogenblik, met James Bond op kop: de seksuele fetisj van het hoofdpersonage voor kokende rijst, de erotisch getinte doodsdrift van Misako, de obsessie met de rangnummers van de moordenaars, de wanhopige vlucht in de drank (eerst door Kasuga en later Hanada), zijn eigenschappen die we niet aan een actieheld toedichten, maar een antiheld.
De film is geschoten in zwart-wit. De zonnebril van het hoofdpersonage, de jazzy filmmuziek en het artistiek verantwoorde naakt dragen bij tot de cool.

## Productie
Dit was de veertigste en laatste B-film die regisseur Seijun Suzuki voor filmstudio Nikkatsu maakte. Suzuki en Shisido hadden voordien reeds herhaaldelijk samengewerkt.
De film werd op korte tijd opgenomen met een beperkt budget. Omdat er volgens de studio van alles aan het scenario haperde, kreeg Suzuki de opdracht het te herschrijven. Suzuki deed samen met een collectief van zeven anderen. Zij gebruikten de vondsten van het ogenblik, zodat de studio zich er helemaal niet meer in terugvond. Zij vond het resultaat zo bizar dat ze besloot de film niet uit te brengen, ook al was ze daartoe contractueel verplicht. Suzuki ondernam hierop juridische stappen om de studio te dwingen te film uit te brengen. Hij slaagde hier in, maar werd wel door de studio ontslagen en op een zwarte lijst geplaatst, waardoor hij voor geen enkele Japanse studio de volgende tien jaar een film zou maken.

## Invloed
Na het ontslag van Suzuki kreeg de film langzaam maar zeker een cultaanhang. 
Regisseur Jim Jarmusch citeerde de film in zijn Ghost Dog: The Way of the Samurai met de moordaanslag die mislukt omdat er een vogel voor het vizier fladdert, en de moord door de afvoerleiding.